# Juana de Ibarbourou
Juana de Ibarbourou (de nacimiento: Fernández Morales; Melo, 8 de marzo de 1892-Montevideo, 15 de julio de 1979), también conocida como Juana de América, fue una poetisa uruguaya. Es considerada una de las voces más personales de la lírica hispanoamericana de principios del siglo XX, cuyos poemas tienden a la exaltación sentimental de la entrega amorosa y de la maternidad. El 10 de agosto de 1929 recibió, en el Salón de los Pasos Perdidos del Palacio Legislativo uruguayo, el título de «Juana de América» de la mano de Juan Zorrilla de San Martín, frente a una multitud de poetas y personalidades. Fue enterrada con honores de Ministro de Estado en el panteón de su familia del Cementerio del Buceo.

## Biografía

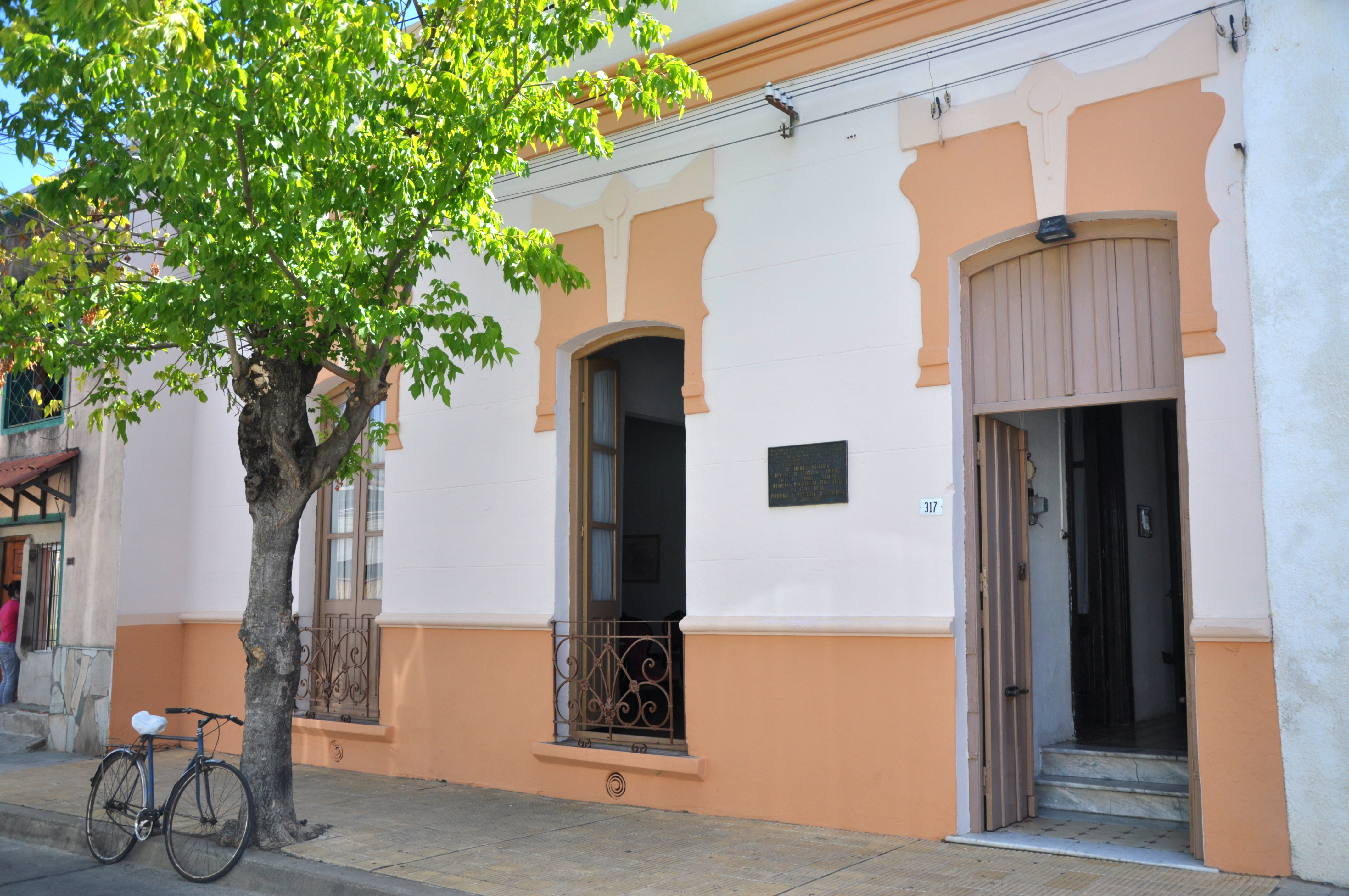
Casa de nacimiento de Juana de Ibarbourou en Melo (Uruguay). Actualmente funciona como museo.

Nació el 8 de marzo de 1892, aunque ella proclamaba haber nacido en 1895. Su nombre era Juana Fernández Morales, pero se hizo conocida como Juana de Ibarbourou, tomando el apellido de su marido, el capitán Lucas Ibarbourou, con quien se casó a los veinte años. Su padre, Vicente Fernández, español de Galicia, nació en Lorenzana —provincia de Lugo—, cuya biblioteca municipal lleva el nombre de la poeta. Su padre, a pesar de que apenas sabía leer, le recitaba a Juana de pequeña los versos de los poetas de su Galicia natal. Su madre, Valentina Morales, pertenecía a una de las familias españolas más antiguas del Uruguay.
Vivió hasta los 18 años en Melo. Sobre su niñez y sus vivencias allí escribió:

Fue mi paraíso al que no he querido volver nunca más para no perderlo, pues no hay cielo que se recupere ni edén que se repita. Va conmigo, confortándome en las horas negras, tan frecuentes (...) Allí volará mi alma cuando me toque dormir el sueño más largo y pacificado que Dios me conceda a mí, la eterna insomne (...)
Juana de Ibarbourou.

Su primera residencia en Montevideo estaba ubicada en un solar de la calle Asilo N.º 50, que con los años pasaría a ser el N.º 3621, entre las calles Pernas y Comercio. Allí vivió entre 1918 y 1921. Sus primeros poemas fueron publicados en periódicos bajo el seudónimo de Jeannette d’Ibar.
Escribió sus tres primeros libros: Las lenguas de diamante, El cántaro fresco y Raíz salvaje entre 1919 y 1922.  Al comienzo su adaptación fue difícil porque rechazaba vivir en la ciudad. Con los años, sin embargo, terminó considerando a Montevideo como «su ciudad».
En una carta fechada en Montevideo el 29 de julio de 1919, Ibarbourou pedía opinión sobre su primera obra a Miguel de Unamuno, con la petición de que remitiera ejemplares de su libro a los poetas Antonio y Manuel Machado y a Juan Ramón Jiménez. Este le contestó expresándole su sorpresa y agrado por sus versos. Destacaba su desnudez espiritual y frescura.
El gobierno le ofreció una cátedra de Lengua y Literatura en el Instituto Normal, adaptándose su libro Páginas de literatura contemporánea como texto escolar. Se había convertido en un mito nacional.
En 1929 recibió el título de «Juana de América». Juana describió ese momento así:

(...) un grupo de jóvenes poetas me organizó en el Salón de los Pasos Perdidos del Palacio Legislativo una fiesta inolvidable. La presidía don Juan Zorrilla de San Martín.(...) Santiago Cozzolino, el orfebre, había cincelado el anillo de oro simbólico que me ofrecían los poetas. El ambiente era solemne, con la muchedumbre, los himnos, los delegados de toda América, y otro hombre de estatura física pequeña, pero también magnífico y grandioso: Alfonso Reyes.(...) Y a través de discursos hermosos en que la generosidad juvenil iluminaba las palabras, llegó el momento culminante, el de la entrega del anillo. El Dr. Zorrilla de San Martín fue el designado para ello y lo hizo con unas palabras breves y muy hermosas que me quedaron grabadas en el corazón: -Este anillo, señora, significa sus desposorios con América.
Juana de Ibarbourou

En 1938 el ministro de Educación de Uruguay organizó un curso de verano llamado “Curso sudamericano de vacaciones” en la Universidad de Montevideo. Fue invitada junto a Gabriela Mistral y Alfonsina Storni para explicar su poesía y su proceso creativo. En su conferencia, titulada Casi en pantuflas, expuso que el acto de creación poética ocurría en soledad, en un ambiente cotidiano. Se alejaba así de la idea de santidad referida al poeta hombre.
El 3 de octubre de 1947 fue elegida para sentarse en un sillón en la Academia Nacional de Letras. En su discurso de ingreso, dijo: "Nunca conocí fiesta mayor que cuando mi padre recitaba, bajo el rico dosel del emparrado, versos de Rosalía. De ahí mi vocación". En 1950 fue designada para presidir la Sociedad Uruguaya de Escritores. Cinco años más tarde fue premiada en el Instituto de Cultura Hispánica de Madrid por su obra. En 1953 fue nombrada Mujer de las Américas por la Unión de Mujeres Americanas en Nueva York. En 1959 se le concedió el Gran Premio Nacional de Literatura, otorgado ese año por primera vez.
Federico García Lorca y Juan Ramón Jiménez la visitaron en su casa en Montevideo. Sin embargo su vida personal no fue feliz. Sufrió violencia doméstica y fue adicta a la morfina. En 1962, y con cinco invitaciones para dar conferencias en Madrid, Galicia, Israel y Colombia, escribió al periodista Hugo Petraglia Aguirre: “Tú sabés que hasta la esquina de mi casa resulta lejana e inaccesible para mí. Ya sabes mi lucha y la atención tensa y constante por mi casa. He vivido siempre dulcemente prisionera de ella y con un continuo ofrecimiento de alas para levantar vuelo inútilmente (…) Mi destino será el mundo a través de los vidrios de mi ventana”.
En 1975, la dictadura cívico-militar de Uruguay le entrega la Condecoración Protector de los Pueblos Libres General José Artigas por su labor literaria relevante. Según Diego Fischer, en su libro Al encuentro de las tres Marías, Juana de Ibarbourou aceptó la condecoración "presionada por su hijo" Julio César Ibarbourou, durante una época en la que su hijo le había cortado los vínculos sociales que mantenía; y consideró a la condecoración como infame y causante de deshonra.
Al morir fue velada en el mismo Salón de los Pasos Perdidos en que fue nombrada «Juana de América». El gobierno del momento dispuso un día de duelo nacional y fue enterrada con honores de Ministro de Estado, siendo la primera mujer en la Historia de Uruguay a la que se le otorgó tal distinción.

## Vida personal

Casa en donde Juana vivía junto a su esposo Lucas en 1924; ella misma la describió manuscritamente que era la «Casa de la felicidad».

Juana fue la hija menor de Vicente Fernández, de origen gallego, y de Valentina Morales, bisnieta de andaluces. Vicente Fernández se dedicaba a la cría de gallos de riña y posteriormente se dedicó a la jardinería en la Intendencia Municipal de Cerro Largo. Debido a que él llevaba una relación paralela con una mujer casada, producto de la cual nacieron dos hijos, Agustín y Eustaquio, durante la madurez Juana se interesó por conocer a sus medios hermanos.
Juana fue criada por sus padres y especialmente por su nodriza Feliciana, una mujer afroamericana, la cual también se mudaría junto a ella luego de que Juana se casara y la acompañaría durante buena parte de su vida, hasta que en la década de 1940 la nodriza, ya entrada en años, decide volver a Melo.  Feliciana es homenajeada y mencionada repetidamente en la obra Chico Carlo.
Pese a que en su fe de bautismo figuran como padrinos Francisco y Lorenza San Martín, Juana sentía gran admiración por el militar uruguayo Aparicio Saravia y afirmaba que era él su padrino.
En 1913 se casó en Melo con el capitán del ejército Lucas Ibarbourou, oriundo de Rocha, del cual adoptaría su apellido. Debido a los constantes traslados por razones de trabajo de su marido, Juana se mudó a vivir a Rivera, Tacuarembó, Canelones y luego a Montevideo, donde también la seguirían su madre y Feliciana. Su hijo, Julio César Ibarbourou Fernández, nació el 23 de agosto de 1914 en Montevideo.

## Obra
Su poesía, con imágenes modernistas, tiene un sentido optimista de la vida, expresado con un lenguaje sencillo, sin complejidades conceptuales, que redunda en una expresividad fresca y natural.
El tema central de su poesía es el amor, acompañado por la juventud y la belleza, que se manifiesta en la naturaleza, aunque en su madurez le preocupa la noche, la vigilia, la soledad y la muerte, ya que representan la ausencia del amor y la naturaleza exuberante de su juventud.
Su motivo más frecuente es la naturaleza, representada en los bosques, las selvas, los ríos y el mundo animal junto a los elementos, tierra, viento y especialmente el agua. Los motivos que utiliza evolucionan a lo largo de su poesía, así la noche tiene una evolución en su significado, ya que pasa de tener connotaciones amorosas a representar la muerte en su etapa de madurez. Y el paisaje marino que aparece en su fase madura refleja una crisis personal, representando la soledad y, por tanto, el presentimiento de la muerte.
Sus tres primeros libros pertenecen al modernismo, que se percibe en la abundancia de imágenes sensoriales y cromáticas y de alusiones bíblicas y míticas. En ellos tendía a la exaltación sentimental de la entrega amorosa, de la maternidad, de la belleza física y de la naturaleza.
En su primer libro, dedicado a su compañero y esposo, se desveló entregándose totalmente en sus poemas hasta quedar en un estado de vulnerabilidad. Ello se interpretó en un lenguaje erótico, etiqueta que la perseguiría siempre. María Eugenia Vaz Ferreira, a los pocos días de recibir un ejemplar de su libro, le contestó diciendo "yo no leo indecencias". Por su parte, Gabriela Mistral lo calificó como un modelo de feminidad. Para Ibarbourou era el reflejo del alma de una muchacha sensible y apasionada.
Raíz salvaje (1922) es un libro sorprendente por lo arraigado en la vida cotidiana; en él aparecen elementos como un plumero, un tranvía y el agua corriente, que Ibarborou consiguió trascender e integrarlos en un contexto poético.
En La rosa de los vientos (1930) se adentró en el vanguardismo, jugando con imágenes surrealistas.
Entre 1930 y 1950 publicó tres libros de prosa: Loores de Nuestra Señora, Estampas de la Biblia y Chico Carlo, y uno de teatro para niños, Los sueños de Natacha. Volvió a publicar poesía en 1950 con la aparición de Perdida.
Su libro Perdida (1950) supone un giro importante en su poesía, quizás explicable por la muerte de su esposo en 1942 y de su madre en 1949.
En la última entrevista concedida en 1974, cuando se le preguntó qué libro elegiría, comentó que Chico Carlo, porque era casi autobiográfico. Eran los recuerdos de su infancia y pensaba que, de alguna manera, eran los recuerdos de la infancia de todos.

## Obras

#### En verso
- 1919: Las lenguas de diamante
- 1920: El cántaro fresco
- 1922: Raíz salvaje
- 1930: La rosa de los vientos
- 1944: La Mancha de humedad
- 1950: Perdida
- 1953: Azor
- 1953: Mensaje del escriba
- 1955: Romances del Destino
- 1956: Oro y Tormenta
- 1967: La pasajera
- 1967: Angor Dei
- 1968: Elegía

#### En prosa
- 1920: El cántaro fresco
- 1925: Ejemplario
- 1934: Loores de Nuestra Señora
- 1934: Estampas de la Biblia
- 1944: Chico Carlo
- 1945: Los sueños de Natacha
- 1958: Canto Rodado
- 1967: Diario de una Isleña
- 1971: Juan Soldado

## Homenajes y reconocimientos
- La Rosaleda Juana de Ibarbourou en el Barrio Prado de Montevideo fue nombrada en su honor.
- Su efigie circula en el billete de 1000 pesos uruguayos, siendo la única mujer en la numismática uruguaya.
- En 2019 se inaugura un mural en su honor, obra de José Gallino, como parte de un corredor artístico en las inmediaciones del Palacio Legislativo.[23]
- Desde 2001, la Intendencia de Cerro Largo administra la casa de Juana de Ibarbourou en Melo como un museo.[3]